# Storsand, Björneborg

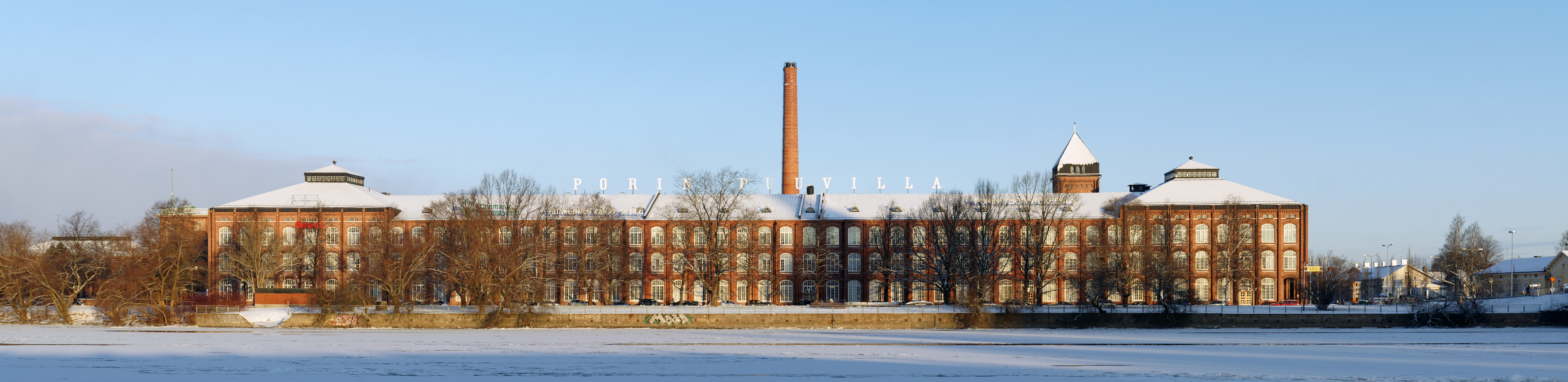
Björneborgs bomullsfabriks gamla fastighet.

Storsand (finska: Isosanta) är en stadsdel på norra älvstranden i Björneborg, Finland. De närmaste stadsdelarna är Borgmästarholmen och Toejoki och på andra sidan älven Björneborgs centrum. Stadsdelen präglades tidigare av industrier, bland annat den anrika Björneborgs bomullsfabrik och Rosenlew. Bomullsfabrikens gamla fastighet är numera ett företagarcentrum. Björneborgsbron förbinder stadsdelen med centrum.